# Goran Drulić
Goran Drulić (serbisch-kyrillisch Горан Друлић; * 17. April 1977 in Negotin, SFR Jugoslawien) ist ein ehemaliger serbischer Fußballspieler. Der ursprünglich bei Roter Stern Belgrad beheimatete Spieler trat in den Jahren 2000/2001 auch viermal für die Nationalmannschaft von Serbien und Montenegro an. In diesen Spielen blieben ihm aber sowohl Sieg als auch Tor versagt. Im Jahr 2001 erhielt er Aufmerksamkeit durch einen hochpreisigen Transfer zum spanischen Verein Real Saragossa.

## Karriere
Von seinem ersten Verein Hajduk Veljko Negotin kommend schloss sich Drulić bereits im Alter von 15 Jahren der Jugend von Roter Stern an und erntete Aufmerksamkeit, als er in einer Saison 51 Tore für die U-18-Mannschaft des Vereines erzielte. Ehe er für die erste Mannschaft von Roter Stern antrat, wurde er aber noch an eine Reihe anderer Vereine, unter anderem die B-Mannschaft des FC Barcelona, wo er 1996/97 in 14 Zweitligabegegnungen ohne Torerfolg blieb, ausgeliehen.
Zwischen 1997 und 2001 erzielte er in 52 Erstligabegegnungen mit Roter Stern 24 Tore, davon 16 in seiner letzten Saison, was als Zeichen des Durchbruches bewertet wurde. Daraufhin transferierte er für € 13,5 Millionen zu Real Saragossa in Spaniens Primera División.
Nach seiner ersten Saison in der spanischen Primera División, in der er in acht Spielen antrat, aber nicht zum Torerfolg kam, stieg er mit seinem Verein in die zweite Liga ab, schaffte aber den umgehenden Wiederaufstieg. In diesem Zweitligajahr erzielte Drulić in 18 Spielen vier Tore. Zurück im spanischen Oberhaus kam er noch einmal zu elf Ligaeinsätzen. Seine spärliche Torausbeute – nur ein Treffer – sorgte aber für seine Ausmusterung aus dem Kader. Nach einem Jahr auf der Bank wurde er 2005 zum belgischen Erstligisten Sporting Lokeren weitergereicht, wo er mit nur vier Treffern in 13 Partien allerdings auch nicht die in ihn gesetzten Hoffnungen zu erfüllen vermochte.
Von 2006 an spielte Drulić beim griechischen Inselverein OFI Kreta in der ersten  griechischen Liga. In seiner ersten Saison schoss er sich mit zwölf Toren in 24 Spielen unter die Top 5 der griechischen Torschützenliste. Im Juli 2008 wechselte er zum Zweitligisten AO Kavala, mit dem er Dritter wurde und aufstieg. In der Saison 2009/10 spielte er für den spanischen Viertligisten CD La Muela, dem mit ihm der erste Aufstieg der Vereinsgeschichte ins Profilager, der Segunda División B, gelang. Zur darauffolgenden Spielzeit schloss er sich dem spanischen Viertligisten Andorra CF an. 2012 gelang auch hier der Aufstieg. Der mittlerweile 35-Jährige verblieb aber in der Liga und spielte nunmehr für CD Sariñena, wo er nach der Saison 2012/13 auch seine Karriere beendete.